# Departamento de Tehuelches
Departamento de Tehuelches är en kommun i Argentina.   Den ligger i provinsen Chubut, i den södra delen av landet, 1 500 km sydväst om huvudstaden Buenos Aires. Antalet invånare är 5 159.
Omgivningarna runt Departamento de Tehuelches är i huvudsak ett öppet busklandskap. Trakten runt Departamento de Tehuelches är nära nog obefolkad, med mindre än två invånare per kvadratkilometer.